# 1956 en Italie
Chronologie de l'Italie
- 1952
- 1953
- 1954
- 1955
- 1956
- 1957
- 1958
- 1959
- 1960

## Événements
- 31 janvier-8 février : le Xe Congrès du Parti social-démocrate italien a lieu à Milan[1].

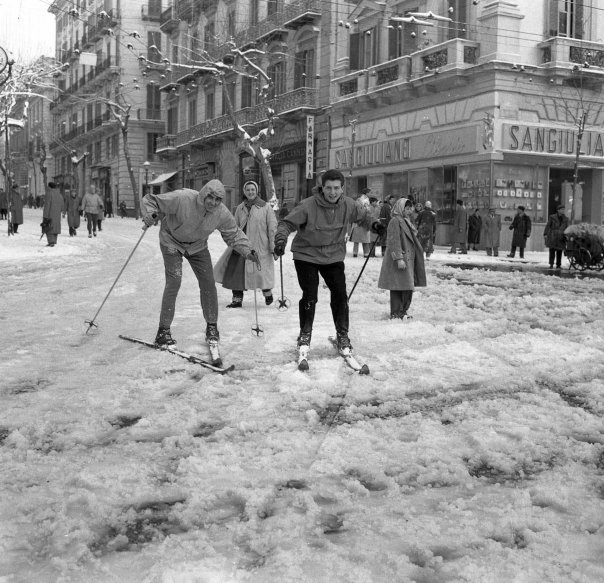
Skieurs à Naples pendant la vague de froid, le 10 février 1956.

- 1er février : la vague de froid atteint l'Italie ; il fait −15 °C dans la vallée du Pô[2]. La neige tombe pendant cent heures consécutives sur certaines régions, des centaines de villages ont été isolés, et des chômeurs affamés manifestent dans le sud (la couche de neige avait atteint 40 cm près de Naples, et la température descend jusqu'à 0 °C à Palerme).

- 2 février : le militant Danilo Dolci organise une « grève inversée », fondée sur le principe du travail bénévole, à Partinico, dans la province de Palerme. Des centaines de chômeurs s'organisent pour réparer une route de campagne abandonnée. Arrestation de Danilo Dolci[1].
- 26 février - 14 mars : voyage officiel du président de la République italienne Giovanni Gronchi aux États-Unis et au Canada[3].

- 21 avril  : parution du premier numéro du journal Il Giorno, dirigé par Gaetano Baldacci et financé par Enrico Mattei, président de l'Eni[4].
- 23 avril : séance inaugurale de la Cour constitutionnelle de la République italienne[1].

- 19 mai : pose de la première pierre de l'Autostrada del Sole (Autoroute A1) par le président Giovanni Gronchi[5].
- 27 mai : élections administratives en Italie. La DC se confirme comme le parti majorataire (38,9%), le PCI et le PSI obtiennent ensemble 35,2%[1]. Les deux partis socialistes renforcent leur position.
- 29 - 30 mai : la conférence de Venise, qui réunit les six ministres des Affaires étrangères de la CECA, approuve le premier rapport Spaak du 21 avril qui préconise la création d’une union douanière et un tarif commun. Un second comité Spaakest créé pour rédiger les traités constitutifs la CEE et d’Euratom[6].

- 17 juin : dans une interview publiée dans la Revue Nuovi Argomenti, le secrétaire général du parti communiste italien Palmiro Togliatti expose sa conception polycentriste du mouvement communiste. Il affirme l’indépendance du PCI à l’égard de Moscou[7].

- 25 juillet : le paquebot italien Andrea Doria, après une collision avec le navire suédois Stockholm, sombre dans l'Atlantique, au large des côtes de la Nouvelle-Angleterre. Le navire transportaient 1 706 personnes mais le drame ne fait que 51 morts[8].

- 25 août : Pietro Nenni et Giuseppe Saragat, chefs des deux partis socialistes, se rencontrent à Pralognan en Savoie et jettent les bases d’une entente[1].

- 6 octobre : le pacte d’unité d’action entre socialistes et communistes italien est remplacé, à la demande des socialistes, par un pacte de consultation[9].
- 10 octobre : Arturo et Egidio Santato s'introduisent par effraction dans une école primaire de Terrazzano (province de Milan), prennent en otage trois enseignants et 97 enfants et menacent de faire sauter le bâtiment. L'intervention de la police libère les otages mais, dans la fusillade qui s'ensuit, meurt l'ouvrier Sante Zennaro qui, entré dans l'école, essayait de convaincre les deux frères de se rendre[10].
- 14-18 octobre : VIe Congrès de la démocratie chrétienne à Trente[1].
- 29 octobre : manifeste des 101 ; les intellectuels communistes italiens protestent contre la répression soviétique en Hongrie[11].

- 24-26 novembre : Ve Congrès du Mouvement social italien à Milan ; la faction dirigée par Pino Rauti quitte le parti et fonde Ordine Nuovo[1].

- 4 décembre : l'Aerfer Sagittario II est le premier avion italien à franchir le mur du son[12].

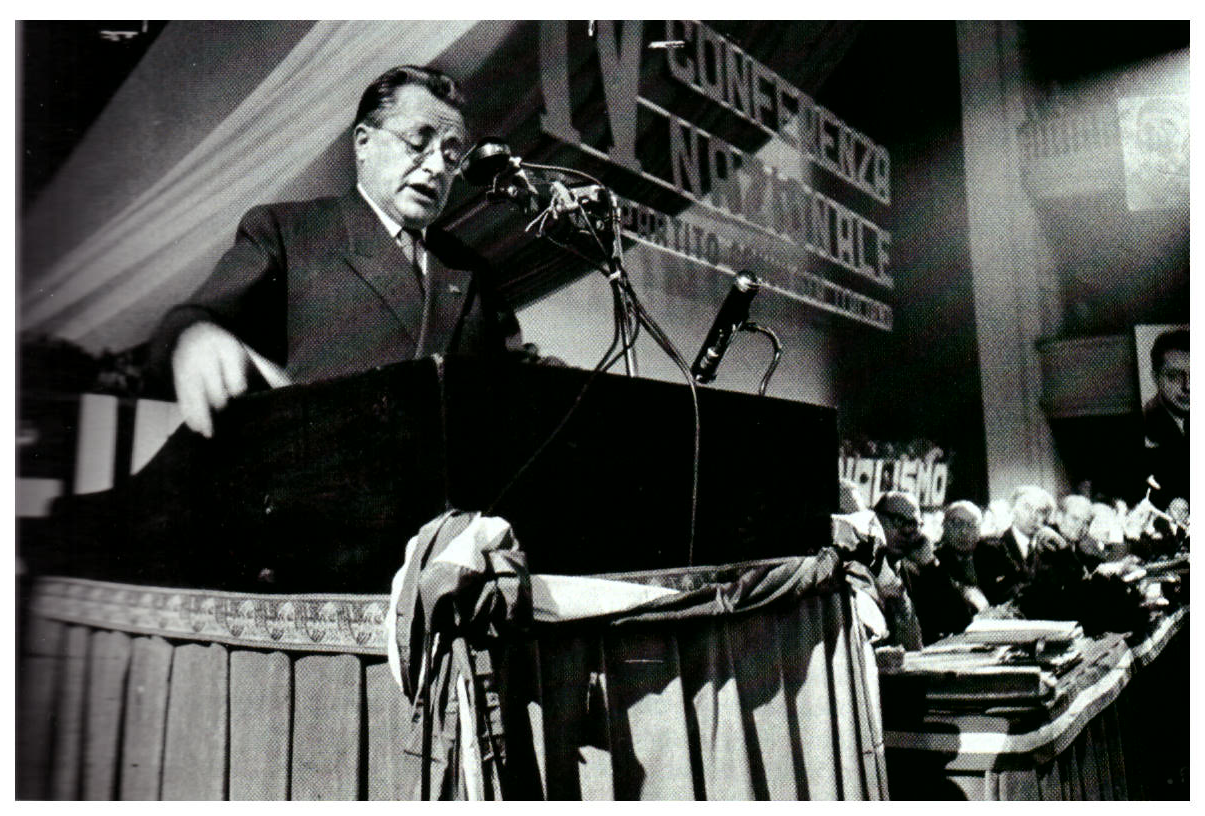
Palmiro Togliatti à la IVe conférence du Parti communiste italien.

- 8-14 décembre : VIIIe Congrès du Parti communiste italien à Rome. Palmiro Togliatti, confirmé comme secrétaire, relance la « voie italienne » comme voie démocratique vers le socialisme[1].
- 22 décembre : création du ministère des industries nationalisées[13] avec pour but d’orienter 60 % des investissements d’État vers le Mezzogiorno.
- 27 décembre : loi n. 1441. Les femmes sont admises dans les jurys populaires[14].

## Culture
- 21-23 juin : quatrième festival de la chanson napolitaine.  Aurelio Fierro remporte le premier prix avec la chanson Guaglione.
- 14 novembre : première à Turin de Buonanotte Bettina, comédie musicale de Garinei et Giovannini.
- 10 décembre : enregistrement de la chanson de Renato Carosone Tu vuò fà l'americano.

### Cinéma
- 5 juillet : 1re cérémonie des David di Donatello.

- Box-office Italie 1956-1957

#### Films italiens sortis en 1956
- 14 août : I giorni più belli, film de Mario Mattoli

#### Autres films sortis en Italie en 1956
- Avril : Uomini senza casa (Les Chiffonniers d'Emmaüs), film français de Robert Darène
- 13 septembre : Mio figlio Nerone (Les Week-ends de Néron), film franco-italien réalisé par Steno
- 13 octobre : Maria Antonietta regina di Francia (Marie-Antoinette reine de France), film franco-italien de Jean Delannoy.
- 31 décembre : Eliana e gli uomini, (Elena et les Hommes) film franco-italien de Jean Renoir.

#### Mostra de Venise
- Lion d'or : non décerné
- Coupe Volpi pour la meilleure interprétation masculine : Bourvil pour La Traversée de Paris de Claude Autant-Lara
- Coupe Volpi pour la meilleure interprétation féminine : Maria Schell pour Gervaise de René Clément

### Littérature

#### Livres parus en 1956
- Eugenio Montale : La Tourmente et autres poèmes.

#### Prix et récompenses
- Prix Strega : Giorgio Bassani, Cinque storie ferraresi (Einaudi)
- Prix Bagutta : Giuseppe Lanza (it), Rosso sul lago, (Cappelli)
- Prix Napoli : Enrico Pea, Peccati in piazza, (Sansoni)
- Prix Viareggio :
  - Carlo Levi, Le parole sono pietre
  - Gianna Manzini, La Sparviera

## Naissances en 1956
- 27 mai : Giuseppe Tornatore, scénariste et réalisateur.
- 21 août : Laura Morante, actrice et réalisatrice.
- 23 septembre : Raffaele Baldassarre, homme politique. († 10 novembre 2018)
- 23 décembre : Michele Alboreto, pilote automobile. († 25 avril 2001)

- Gianni Giansanti, photojournaliste, récompensé par trois World Press . († 18 mars 2009)

## Décès en 1956
- 29 janvier : Ciro Galvani, 88 ans, acteur. (° 10 avril 1867)
- 8 juillet : Giovanni Papini, 75 ans, écrivain. (° 9 janvier 1881)

- Nicolas De Corsi, peintre. (° 5 août 1882)